# Підставка під гарячий посуд

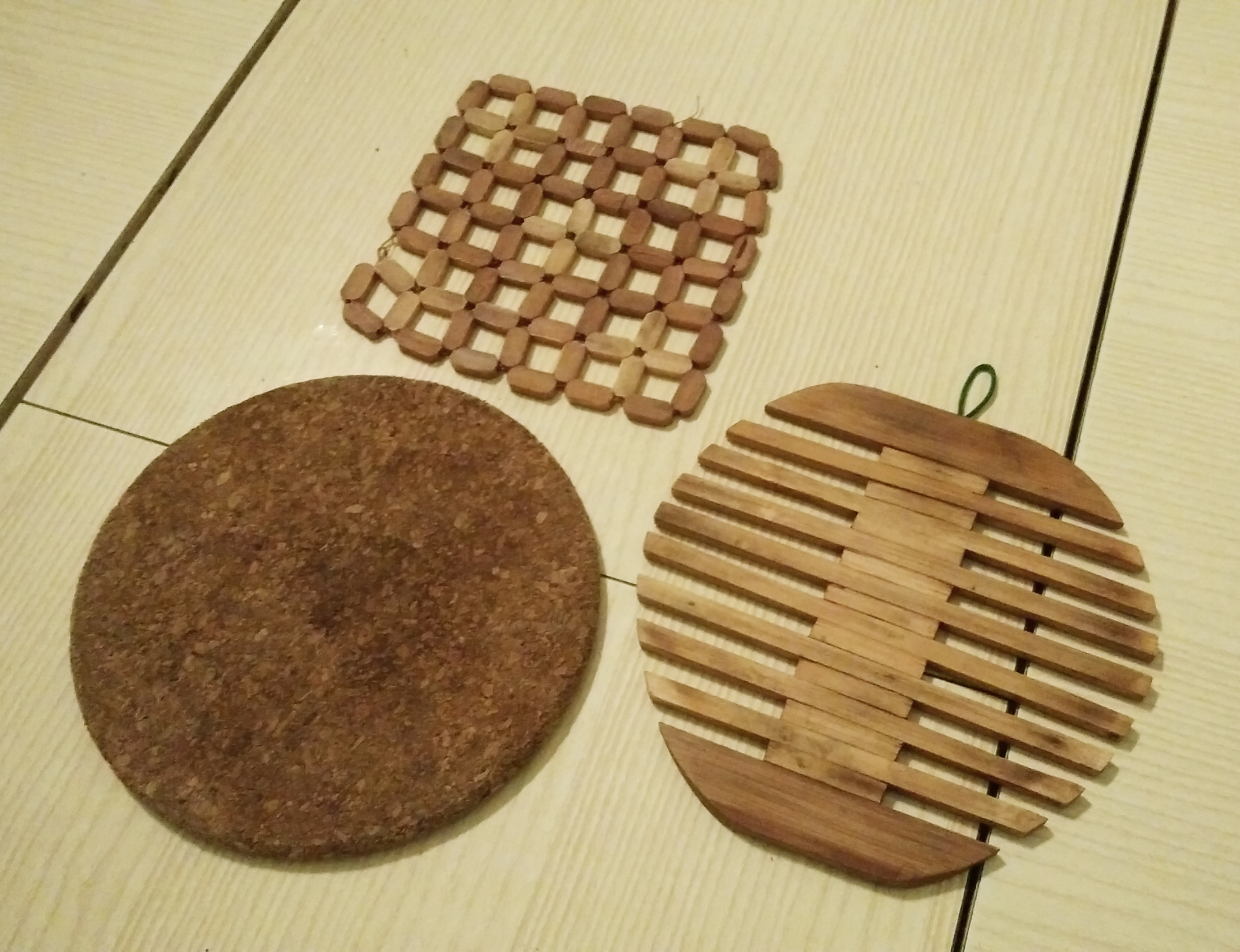
Дерев'яні підставки

Підставка під гарячий посуд — інструмент кухонного начиння, плоска підкладка, яку поміщають під гарячий посуд для захисту поверхні столу від дії високої температури. Може виготовлятися з металу, дерева, пластмаси, силікону та інших матеріалів. У найпростішому варіанті являє собою широку плоску дощечку, може бути решітчастою, споряджатися низькими ніжками.